# Adolfo de Nassau-Wiesbaden-Idstein (1423-1475)

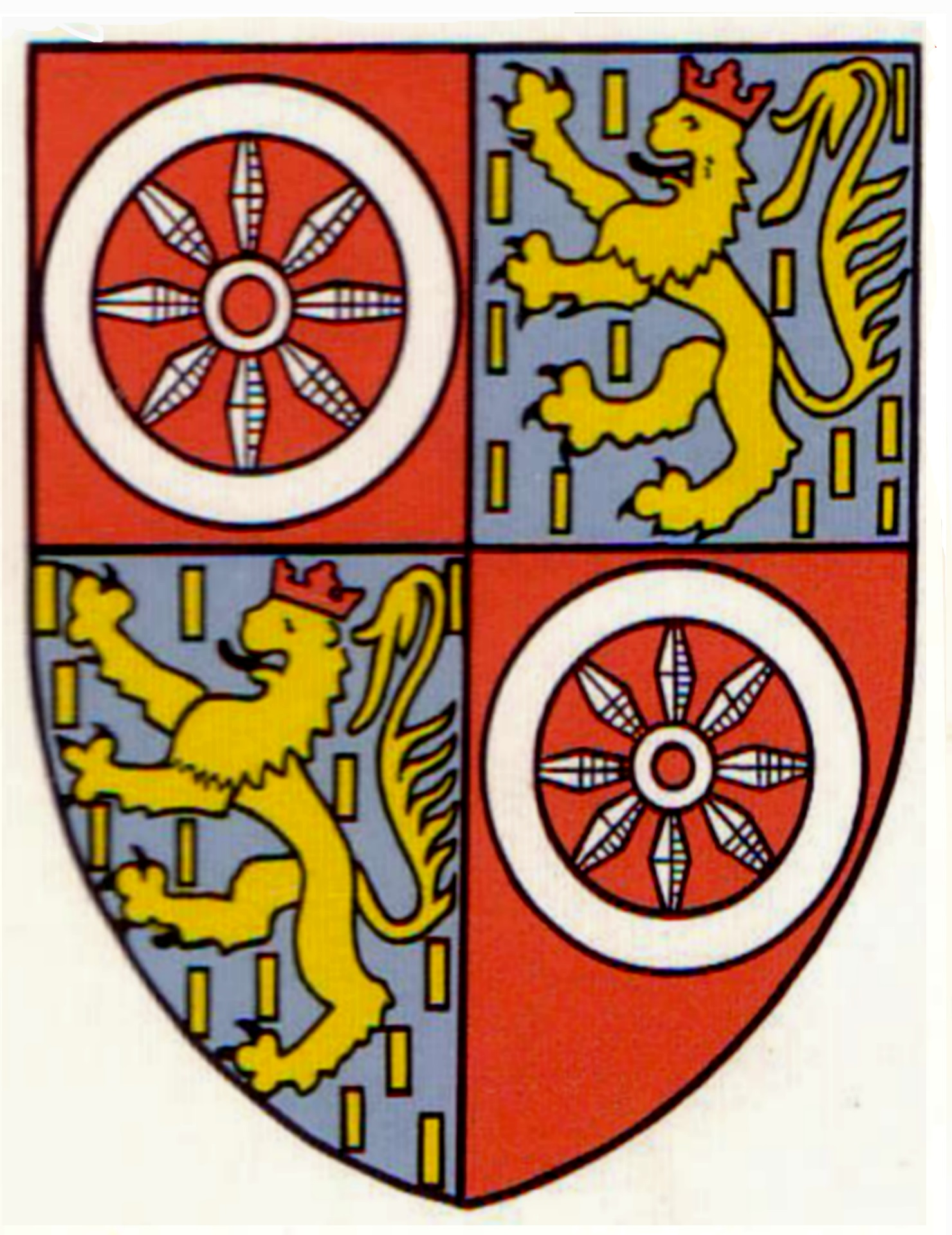
Escudo de armas del arzobispo de Maguncia.

Adolfo de Nassau-Wiesbaden-Idstein (c. 1423 -  Eltville am Rhein, 6 de septiembre de 1475), también conocido como Adolfo II, fue elector y arzobispo de Maguncia entre 1461 y 1475. 

## Biografía
Nació alrededor de 1423, hijo del conde Adolfo II de Nassau-Wiesbaden-Idstein y Margarita de Baden. 
Cuando el arzobispo de Maguncia fue elegido por el capítulo de la catedral de la ciudad en 1459, Adolfo fue en un comienzo derrotado por otro candidato, Diether de Isenburg. Sin embargo, Diether fue destituido por el papa Pío II dos años después, debido a su oposición a la Iglesia y al emperador Federico III de Habsburgo. Al mismo tiempo, el papa nombró nuevo arzobispo a Adolfo. Como el capítulo de la ciudad y la catedral seguía siendo favorable a Diether, Adolfo se impuso por la fuerza. 
El devastador, sangriento y costoso conflicto de Maguncia  duraría un año, alcanzando su punto álgido el 28 de octubre de 1462, cuando las tropas de Adolfo asediaron la ciudad, donde murieron alrededor de 500 personas y fueron expulsadas otras 400. Al año siguiente, Diether, derrotado, renunció en la Paz de Zeilsheim a la cátedra y a su propio principado, compuesto por las ciudades de Höchst, Steinheim y Dieburg, junto con una considerable suma de dinero. 
Adolfo anularía los privilegios otorgados a los ciudadanos de Maguncia en tiempos del arzobispo Sigfrido III de Eppstein, terminando con la existencia de la Ciudad Libre de Maguncia. 
En 1470, ordenó que fueran expulsados todos los judíos del arzobispado de Maguncia. 
Asumiría además la jefatura de la cancillería romana del emperador Federico III, pasando mucho tiempo en la corte imperial.
Durante la guerra de Borgoña le sería encomendado el ejército imperial junto con Alberto III Aquiles de Brandeburgo, trasladándose al Bajo Rin, donde lucharía en el asedio de Neuss. 
El arzobispo probablemente hubo encargado un pontifical alrededor de 1470, el cual fue pintado por el conocido como «taller de la Biblia gigante de Maguncia»; asimismo, tenía conexiones cercanas con el círculo del denominado Maestro del Libro de la Casa.
Adolfo moriría en 1475 y fue enterrado en la basílica del monasterio de Eberbach, en Rheingau. Su sucesor sería Diether von Isenburg. 

### Citas
1. ↑  Dobras, 2008, p. 26.
2. ↑  Ehm, 2002.
3. ↑  Vaassen, Elgin (1972-1973). «Die Werkstatt der Mainzer Riesenbibel in Würzburg und ihr Umkreis». Archiv für Geschichte des Buchwesens (en alemán) 13: 1209-1212 y 1303-1345.